# Best of Hero
Best of Hero (jap. ベスト オブ ヒーロ Besuto obu Hīrō) – dwudziesty trzeci singel japońskiej piosenkarki Mai Kuraki, wydany 8 lutego 2006 roku. Utwór tytułowy został wykorzystany w zakończeniach TV dramy Gachibaka! (jap. ガチバカ!). Osiągnął 5 pozycję w rankingu Oricon i pozostał na liście przez 10 tygodni, sprzedał się w nakładzie 57 741 egzemplarzy.

## Lista utworów
| Nr | Tytuł                                                                   | Słowa      | Kompozycja       | Aranżacja        | Czas |
| -- | ----------------------------------------------------------------------- | ---------- | ---------------- | ---------------- | ---- |
| 1. | "Best of Hero" (jap. ベスト オブ ヒーロ Besuto obu Hīrō)                | Mai Kuraki | Akihito Tokunaga | Akihito Tokunaga | 4:16 |
| 2. | "Cuz you'll know that you're right"                                     | Mai Kuraki | Miki Fujisue     | Yoshinobu Ōga    | 3:44 |
| 3. | "Best of Hero" (jap. ベスト オブ ヒーロ Besuto obu Hīrō) (Instrumental) |            | Akihito Tokunaga | Akihito Tokunaga | 4:16 |

## Notowania
| Lista                       | Pozycja |
| --------------------------- | ------- |
| Oricon Daily Singles Chart  | 4       |
| Oricon Weekly Singles Chart | 7       |